# 高城胤重
高城 胤重（たかぎ たねしげ、慶長6年（1601年）－万治2年4月4日(1659年5月24日)）は、江戸時代前期の旗本。父は千葉氏重臣で下総国小金城城主の高城胤則。母は柴田勝家の養女。幼名は辰千代。通称は清右衛門。初名胤次、後に重胤に改名する。妻は織田昌澄の娘。
父は豊臣秀吉の小田原征伐で北条氏側に与して改易されており、預け先の信濃国で生まれる。3歳で父を失うと、母方の縁戚である飯山藩主佐久間安政に育てられた。安政が大坂の陣で戦功を挙げたことに加え、大叔父である了学が将軍徳川秀忠の信頼が厚かった事が幸いして、元和2年（1616年）に元服すると、直ちに秀忠への拝謁が許されて200俵の蔵米取格の旗本として召し抱えられた。2年後に御書院番に抜擢され、寛永10年（1633年）には、改めて武蔵国賀美郡及び下野国足利郡の内に知行400石が与えられた。後に700石にまで加増を受けた。慶安元年（1648年）には改易された丹波国福知山藩の城受取の使者として派遣され、2年後には目付に昇進する。
男子二人はいずれも夭折したため、丹波山家藩主谷衛広の実弟・貞胤を婿養子に迎えて万治元年（1658年）に目付を辞して隠居、翌年に病死した。